# Сенів Михайло Григорович
Михайло Григорович Сенів (22 червня 1945, с. Бовшів, Галицький район, Івано-Франківська область — 3 травня 2018, Вінниця) — український мовознавець, класичний філолог, доктор філологічних наук, Заслужений професор Донецького національного університету імені Василя Стуса. Завідувач кафедри світової літератури і класичної філології (1997–2014) та кафедри романських мов і зарубіжної літератури (2014–2018) ДонНУ.

## Біографія
Михайло Григорович Сенів народився 22 червня 1945 року в селі Бовшів Галицького району Івано-Франківської області. Після закінчення Задністрянської середньої школи у 1961 році поступив на факультет іноземних мов Львівського державного університету (спеціальність класична філологія), який закінчив 1966 року, отримавши кваліфікацію «Викладач німецької мови, філолог-класик». Серед його викладачів були професори Соломон Лур’є та Богдан Задорожний. По завершенню навчання почав працювати у новоствореному Донецькому державному університеті. 
1968 року М. Г. Сенів поступив до аспірантури Київського державного університету імені Т. Г. Шевченка (науковий керівник професор Білецький А. О.). Кандидатську дисертацію на тему «Словотвір демінутивів у латинській мові різних періодів» захистив 1972 року. Після завершення аспірантури продовжив працю у Донецькому університеті. 
У 1989–1991 роках Михайло Григорович навчався у докторантурі на кафедрі класичної філології Московського державного університету імені М. В. Ломоносова. Докторську дисертацію на тему «Функціонально-семантичний аналіз системи просторових і часових відношень (на матеріалі латинської мови)» захистив 1997 року в Київському державному університеті імені Т. Г. Шевченка (науковий консультант — професор Семчинський С. В.).
У 1997–2014 роках був завідувачем кафедри світової літератури і класичної філології Донецького національного університету. У 2014–2018 роках  – кафедри романських мов і зарубіжної літератури. Був заступником декана факультету романо-геманської філології з наукової та методичної роботи. 2014 року з початком російської окупації Донецька Михайло Григорович переїхав з Донецьким університетом у Вінницю. 
2015 року з нагоди 70-річного ювілею М. Г. Сеніва Донецький національний університет імені Василя Стуса присвоїв йому звання «Заслужений професор Донецького національного університету».

## Наукові інтереси
Михайло Григорович Сенів автор понад 120 наукових праць, присвячених дослідженню синтаксису, словотвору, лексичних систем латинської, грецької, а також германських, романських і слов'янських мов. Він автор близько 60-ти посібників і підручників з латинської мови для студентів різних навчальних закладів і спеціальностей. М. Г. Сенів був науковим керівником 18-ти кандидатських та науковим консультантом 2-х докторських дисертацій (Звонська Л. Л.— професор кафедри загального мовознавства та класичної філології Київського університету, Чекарева  Є. С.  — завідувач кафедри історії зарубіжної літератури та класичної філології Харківського університету). Був опонентом понад 50 кандидатських і докторських дисертацій, членом кількох спеціалізованих учених рад для захисту кандидатських і докторських дисертацій.
М. Г. Сенів був засновником наукових видань «Типологія мовних знань у діахронічному та зіставному аспектах» та «Studia Germanica et Romanica: Іноземні мови. Зарубіжна література. Методика викладання» та членом редколегій багатьох журналів. 

## Родина
- Дружина — Познанська Віра Дмитрівна, кандидат філологічних наук, доцент кафедри української мови та прикладної лінгвістики Донецького національного університету[7][8].

- Син — Сенів Андрій Михайлович, головний спеціаліст відділу по роботі з комунальними підприємствами, установами, організаціями управління з питань комунальної власності виконавчого апарату Вінницької обласної Ради[9].

## Вибрані праці
- Функціонально-семантичний аналіз системи просторових і часових відношень (на матеріалі латинської мови) - Донецьк, 1997
- Прийменник у класичних мовах - Донецьк, 2005
- Латинська мова В. П. Маслюк, М. Г. Сенів - Харків, 1992
- Porta antiqua: Підручник з латинської мови для ліцеїв Л. П. Скорина, М. Г. Сенів, Н. С. Постова - 1994
- Латинська мова: Підручник для біологічних факультетів університетів М.Г. Сенів, І.Г. Альошина - Донецьк, 2003